# Nienke
Nynke (ook wel Nienke) is van oorsprong een Friese meisjesnaam vandaar ook dat het oorspronkelijk met een 'Y' geschreven wordt.
De naam is afgeleid van de Friese naam Nine, die waarschijnlijk is afgeleid van Catharina. Catharina komt van het Griekse woord katharos dat "rein, schoon, zuiver" betekent.

## Bekendenaamdraagsters
- Nienke van Hichtum, Nederlandse kinderboekenschrijfster
- Nienke Plas, Nederlandse presentatrice, youtuber
- Nienke Römer, Nederlandse actrice
- Nienke Sikkema, Nederlandse actrice
- Nynke Laverman, Nederlandse zangeres
- Nienke Homan, Gedeputeerde Provincie Groningen

## Fictieve naamdraagsters
- Nienke Martens, een personage uit de televisieserie Het Huis Anubis, gespeeld door Loek Beernink

## Nienke in de Nederlandstalige literatuur
- Nienke, wat doe je voor een ander (1916) van Dieuwke Winsemius
- Nienke van den Koster (1940) van Nel Verschoor-van der Vils